# دیلی میل
دیلی میل (به انگلیسی: Daily Mail) یک روزنامه بریتانیایی در اندازه کوچک متمایل به حزب محافظه‌کار است که مالک آن دیلی میل اند جنرال تراست (به انگلیسی: Daily Mail and General Trust) می‌باشد. میل روزنامه خواهر آن در یکشنبه ۱۹۸۲ انتشار یافت،انتشار اسکاتلندی و ایرلندی این روزنامه به ترتیب در ۱۹۴۷ و ۲۰۰۶ راه‌اندازی شد. محتوای مقالات در وب سایت میل آنلاین منعکس می‌شود، هرچند این وب سایت جداگانه مدیریت شده و ویرایشگر خاص خود را دارد.
این روزنامه برای اولین بار در تاریخ ۴ مه ۱۸۹۶ میلادی به چاپ رسید.